# Mory-Montcrux
Mory-Montcrux é uma comuna francesa na região administrativa de Altos da França, no departamento de Oise. Estende-se por uma área de 4,66 km². Em 2010 a comuna tinha 81 habitantes (densidade: 17,4 hab./km²).